# Dimecoenia spinosa
Dimecoenia spinosa är en tvåvingeart som först beskrevs av Friedrich Hermann Loew 1864.  Dimecoenia spinosa ingår i släktet Dimecoenia och familjen vattenflugor. Inga underarter finns listade i Catalogue of Life.